# Hellblazers
Hellblazers ist eine US-amerikanische Horrorkomödie von Justin Lee aus dem Jahr 2022.

## Handlung
Der Film spielt in den 1980ern in einer Kleinstadt kurz vor Weihnachten. Als Vietnamkriegsveteran Unger das Grab seiner Frau besuchen will, platzt er mitten in eine Schwarze Messe, bei der Kultanhänger um den Satanisten Joshua einen Dämon beschwören. Der Dämon soll sich von den Bewohnern der Kleinstadt ernähren.
Im Polizeirevier der Stadt versucht sich der Filmfreak Joe Anderson als Sheriff zu etablieren, nachdem er sich von New York in die Kleinstadt versetzen ließ. Doch ihm fehlt eine Verbindung zu den Kleinstadtbewohnern. Zudem ist die Verbrechensrate verschwindend niedrig. Als Unger ihm von den Geschehnissen erzählt, glaubt er ihm nicht. Schon viel zu oft hat der Trunkenbold und Waffensammler der Dienststelle bereits abenteuerliche Geschichten erzählt. Sheriff Joe besucht lieber Georgia, die etwas in die Jahre gekommene DJane der Radiostation vor Ort. Diese erzählt ihm, dass ein Mann vermisst wird. Joe will dies untersuchen. Derweil untersucht Deputy Teddy den Fall eines vermissten Hundes und trifft dabei auf mehrere Kultisten.
Unger hat seine Farm vermint und lockt einige Kultisten in die Falle. Er tötet sich dabei jedoch auch selbst. Als Joe und Deputy Liz auf seiner Farm eintreffen, können sie nur noch Leichenteile finden.
Nun spannt sich die Lage zu. Alle Geräte zur Telekommunikation außer Kurzwellenfunk geben ihren Geist auf und die Kultisten zeigen sich nun öffentlich. Sie beginnen über die Dorfbewohner herzufallen, während sich diese wehren. Alle Opfer werden von den Kultisten an den Dämonen verfüttert, der sich in einem Weihnachtsbaumfeld versteckt hält. Schließlich gelingt es Sheriff Joe den Dämonen mit einem Granatwerfer, den er von Unger konfisziert hatte, zu töten.
Während des Abspanns ist Joshua zu sehen, der eine neue Kleinstadt gefunden hat, wo er den Kult wieder zum Leben erwecken will. Nach dem Abspann ist Liz zu sehen, wie sie von Polizisten verhört wird und merkt, dass diese ihr nicht glauben.

## Hintergrund
Der Film wurde für den Streaming-Dienst Tubi, einer Streamingplattform, die zu Fox Corporation gehört, gedreht. Produziert wurde er von Benetone Films, Legion XIII, TB FILMS und Origo Financial Services. Die Dreharbeiten fanden im Februar 2020 in Kalifornien statt.
Der Film wurde mit vielen bekannten B-Film-Stars besetzt, die jedoch nur kleinere Rollen übernahmen. Insbesondere sind Bruce Dern und Courtney Gains zu sehen, die beide in Meine teuflischen Nachbarn mitspielten. Anspielungen auf diesen und weitere Filme wie Halloween – Die Nacht des Grauens oder Stephen-King-Verfilmungen finden sich im gesamten Film.

## Veröffentlichung
Der Film wurde am 21. Januar 2022 in den Vereinigten Staaten auf Tubi veröffentlicht. In Deutschland erhielt der Film eine FSK-16-Freigabe, wurde aber von I-On New Media am 27. Januar 2023 auf einer FSK-18 freigegebenen Blu-ray- und DVD veröffentlicht.

## Kritiken
Der Film wurde generell eher mittelmäßig bewertet. Gelobt wurde jedoch das Retro-Feeling und die vielen Trash-Elemente. So schrieb Oliver Armknecht auf Film-Rezensionen.de: „Teilweise ist das ganz nett, wenn wir Zeit mit den skurrilen Menschen verbringen. Als Horrorfilm ist das Ganze jedoch nur wenig empfehlenswert, da trotz eines großen Einsatzes nicht viel Spannung entsteht.“ Das Lexikon des internationalen Films schrieb: „Die Low-Budget-Horrorkomödie setzt mit Auftritten von Stars wie Bruce Dern einige Glanzlichter, schafft es im Ganzen aber nicht, ihre billige Machart durch inszenatorische Originalität wettzumachen.“